# Betty Parsons

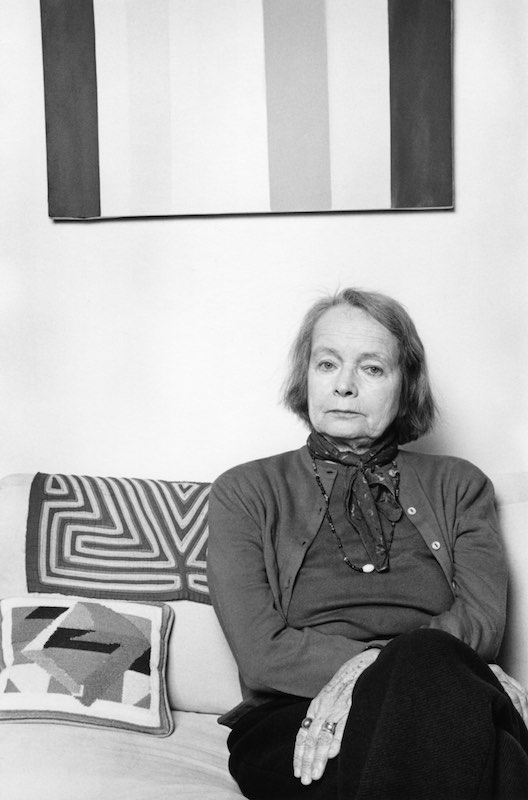
Betty Parsons (1977)

Betty Parsons (* 31. Januar 1900 als Betty Bierne Pierson in New York; † 23. Juli 1982 in Southold, ebenda) war eine Künstlerin und Galeristin, die wegen ihrer frühen Förderung der Abstrakten Expressionisten als „Mutter des Abstrakten Expressionismus“ bezeichnet wurde. Sie vertrat die Künstler Jackson Pollock, Mark Rothko, Clyfford Still, Barnett Newman, Hans Hofmann und Ad Reinhardt.

## Leben
Als zweite Tochter von dreien in einer wohlhabenden – nach eigenen Worten: „very American“ – Familie aufgewachsen, besuchte sie ab ihrem zehnten Lebensjahr Miss Chapin's school for girls in New York für fünf Jahre. 1913 besuchte sie die legendäre Armory Show, die sie für ihr späteres Leben inspirierte. “It was exciting, full of color and life. I felt like those paintings. I couldn't explain it, but I decided then that this was the world I wanted... art.” Gegen den Willen ihrer Eltern begann sie ein Kunststudium im Atelier von Gutzon Borglum, dem berühmt-berüchtigten Schöpfer des Mount Rushmore National Memorial.
Am 8. Mai 1920 heiratete sie Schyler Livingston Parsons in der Kirche Heavenly Rest in New York. Auf der neunmonatigen Hochzeitsreise durch Europa lernte sie ihren Mann als besitzergreifenden und eifersüchtigen („possessive and jealous“) Charakter kennen. Im gegenseitigen Einverständnis ließ sich das Paar 1923 in Paris scheiden.
Danach studierte sie Malerei in Paris. Sie schrieb sich in der „Académie de la Grande Chaumière“ ein und hatte Antoine Bourdelle, Alexander Archipenko und Ossip Zadkine als Lehrer. Einer ihrer Klassenkameraden war Alberto Giacometti. Zum Kreis ihrer Freunde gehörten Man Ray und Alexander Calder sowie mit einigen der expatriierten lesbischen Pariser Gemeinde, namentlich mit Gertrude Stein und Sylvia Beach.
Nachdem sie in der „Großen Depression“ im Jahr 1929 ihr Geld verloren hatte, kehrte sie 1933 in die USA zurück und arbeitete vorübergehend als Kunstlehrerin in Kalifornien, 1935 ging sie nach New York, wo die „Midtown Galleries“ eine Ausstellung ihrer Bilder zeigte.

## Betty Parsons als Künstlerin
Ihrem Leben als Künstlerin, das ihrer Karriere als Galeristin vorausging, blieb sie bis zu ihrem Tod im Jahr 1982 treu. In einem Interview mit dem Magazin Art in America äußerte sie 1977: „When I’m not at the gallery, my own art is my relaxation. That’s my greatest joy.“
1933 wurden in der Galerie des Quatre Chemins in Paris in einer ersten professionellen Ausstellung von ihr Aquarelle und Skulpturen gezeigt.

## Betty Parsons Gallery
Sie arbeitete als Angestellte und Direktorin verschiedener Galerien (Midtown, Sullivan, Wakefield Bookshop, Mortimer Brandt), bevor sie 1946 in der 57th Street in Manhattan ihre eigene Galerie mit Hilfe von vier Unterstützern, die jeweils 1.000 $ beisteuerten, eröffnete. Nachdem Peggy Guggenheim ihre Museums-Galerie „Art of This Century“ 1947 wegen ihrer Rückkehr nach Europa geschlossen hatte, übernahm sie die abstrakten Expressionisten. Aufgrund ihrer engen Verbindungen zur intellektuellen Kunstszene New Yorks (Galeristen, Kunstkritiker, Kuratoren) erhielten die von ihr vertretenen Maler eine Plattform, die ihnen Anerkennung und ersten Ruhm einbrachten. Als ihr jedoch Rothko, Newman, Pollock und Still 1951 den Vorschlag machten, dass sie sich auf deren Vertretung und Vermarktung konzentrieren sollte, lehnte sie mit den Worten ab: „Ich liebe einen größeren Garten“ („I like a bigger garden“). Nach und nach verließen die abstrakten Expressionisten danach ihre Galerie und schlossen Verträge mit stärker marktorientierten Galerien wie die von Sam Kootz und Sidney Janis.
Danach hat sie in ihrer Galerie noch vielen zeitgenössischen Künstlern – unter ihnen Robert Rauschenberg, Agnes Martin, Richard Tuttle und Ellsworth Kelly – ihre ersten Einzelausstellungen in New York geboten. Die Galerie wurde 1982 nach ihrem Tod geschlossen.

## Eigene Werke
- Betty Parsons: paintings, gouaches and sculpture 1955-68. [catalogue of an exhibition at] Whitechapel Gallery, London, November-December 1968
- Betty Parsons retrospective: an exhibition of paintings and sculpture. [catalogue] Montclair, N.J.: Montclair Art Museum, 1974

## Einzelausstellungen eigener Werke
- Galerie des Quatre Chemeis, Paris, 1933
- Stendhal Gallery, Los Angeles, 1934
- Midtown Galleries. New York City, 10 Ausstellungen, 1936–1957
- University Gallery of Minnesota, 1937

...
- Whitechapel Gallery, London, 1968
- Sachs Gallery, Ne Cork City, 1972
- The Montclair Art Museum, 1974[14]